# Mae Clarke

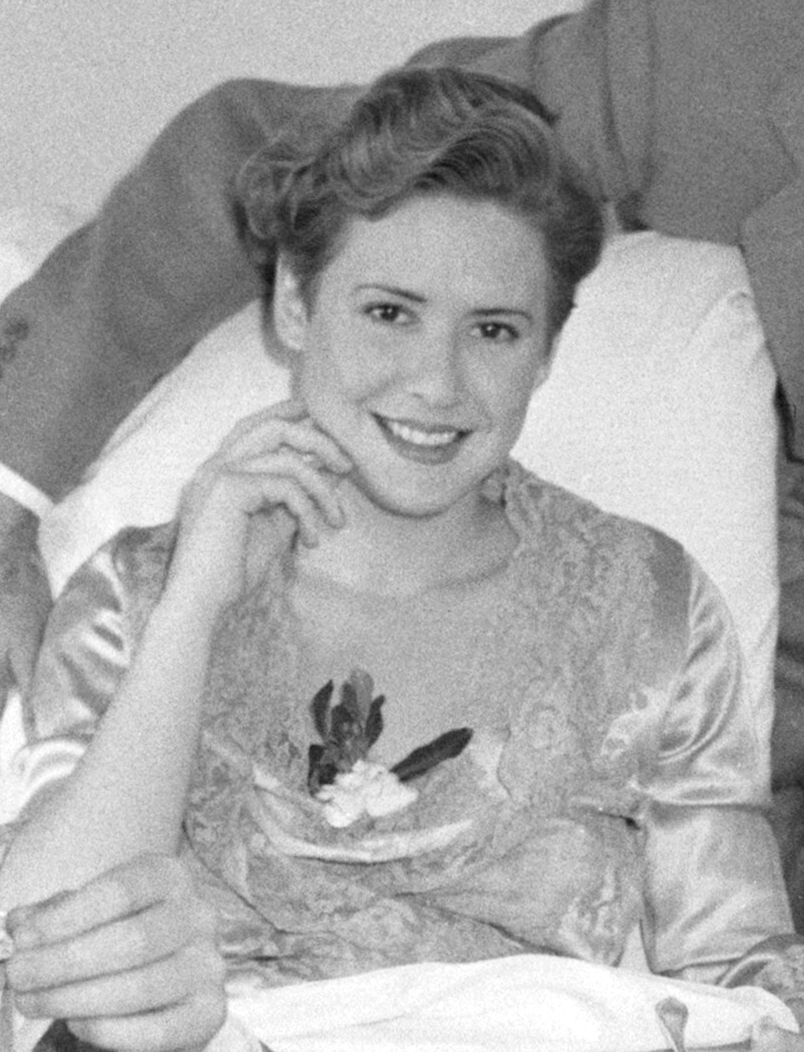
Mae Clarke (1928)

Mae Clarke (* 16. August 1910 in Philadelphia; † 29. April 1992 in Woodland Hills; eigentlich Violet Mary Klotz) war eine US-amerikanische Filmschauspielerin.

## Leben
Mae Clarke arbeitete zunächst als Tänzerin in Nachtclubs, bevor sie in den späten 1920er-Jahren in einigen Broadway-Stücken auftrat. Ihre Karriere als Filmschauspielerin begann 1931. Schlagartig bekannt wurde sie in der Rolle von James Cagneys Freundin Kitty im erfolgreichen Gangsterfilm Der öffentliche Feind. Clarkes Rolle im Film war nur klein und wurde im Vorspann nicht erwähnt. Die Szene, in der ihr Cagney eine Grapefruit ins Gesicht drückt, wurde legendär und später häufig zitiert – unter anderem auch von Cagney selbst, der in Eins, Zwei, Drei (1961) Horst Buchholz mit derselben Tat drohte. Nach diesem Erfolg erhielt sie als Elisabeth in James Whales Horrorklassiker Frankenstein ihre wohl bekannteste Rolle. Weitere Erfolge verzeichnete sie im selben Jahr mit Rollen in The Front Page und Waterloo Bridge. In Waterloo Bridge spielte sie eine junge Amerikanerin, die im Ersten Weltkrieg als Prostituierte in England arbeiten muss, wofür Clarke gute Kritiken erhielt.
In den folgenden Jahren spielte Clarke vor allem in Gangster- und Kriminalfilmen. In zwei weiteren Filmen mit James Cagney, Der Frauenheld und Great Guy, war sie jeweils in der weiblichen Hauptrolle zu sehen. Ihr Erfolg als Schauspielerin war jedoch nur von kurzer Dauer. Ab Mitte der 1930er-Jahre erhielt sie fast keine Hauptrollen mehr und drehte oft zweitrangige Filme. Sie musste sich für den Rest ihrer Karriere mit Nebenrollen oder Engagements als Komparsin begnügen. So blieb sie für ihren Auftritt als Friseurin im Filmklassiker Singin’ in the Rain im Vorspann unerwähnt. Ab den 1950er-Jahren war Clarke mehrfach in Fernsehserien zu sehen, darunter Batman, Perry Mason und Der Texaner. Bis 1970 folgten noch einige kleinere Rollen in Kinofilmen, bevor Mae Clarke sich aus dem Filmgeschäft zurückzog.
Mae Clarke war dreimal verheiratet, alle ihre Ehen wurden geschieden. Sie starb 1992 im Alter von 81 Jahren an einer Krebserkrankung und wurde auf dem Valhalla Memorial Park Cemetery im Norden Hollywoods beigesetzt.

## Filmografie (Auswahl)
- 1929: Big Time
- 1931: The Front Page
- 1931: Der öffentliche Feind (Public Enemy)
- 1931: Waterloo Bridge
- 1931: Reckless Living
- 1931: Frankenstein
- 1933: Der Frauenheld (Lady Killer)
- 1933: Penthouse
- 1933: Fast Workers
- 1936: Great Guy
- 1940: Women in War
- 1942: Lady from Chungking
- 1942: Unternehmen Tigersprung (Flying Tigers)
- 1944: Here Come the Waves
- 1945: Eine Lady mit Vergangenheit (Kitty)
- 1949: Der König der Raketenmänner (King of the Rocket Men)
- 1950: Duell in der Manege (Annie Get Your Gun)
- 1950: Der Unglücksrabe (The Yellow Cab Man)
- 1951: Königliche Hochzeit (Royal Wedding)
- 1951: Der große Caruso (The Great Caruso)
- 1951: Von Gier besessen (Inside Straight)
- 1951: Anwalt des Verbrechens (The Unknown Man)
- 1951: Der Mordprozeß O’Hara (The People Against O’Hara)
- 1951: Der Cowboy, den es zweimal gab (Callaway Went Thataway)
- 1952: Pat und Mike (Pat and Mike)
- 1952: Stärker als Ketten (Carbine Williams)
- 1952: Du sollst mein Glücksstern sein (Singin’ in the Rain)
- 1952: Pat und Mike (Pat and Mike) (TV-Serie, eine Folge)
- 1952: Fluch der Verlorenen (Horizons West)
- 1952: Feuertaufe Invasion (Thunderbirds)
- 1952: Mädels ahoi (Skirts Ahoy!)
- 1952: Aus Liebe zu Dir (Because of You)
- 1954: Polizeibericht (Dragnet) (TV-Serie, eine Folge)
- 1954: Die wunderbare Macht (Magnificent Obsession)
- 1955: Revolte im Frauenzuchthaus (Women’s Prison)
- 1955: … und nicht als ein Fremder (Not as a Stranger)
- 1956: Er kam als Fremder (Come Next Spring)
- 1956: Mohawk
- 1956: Mädchen ohne Mitgift (The Catered Affair)
- 1956: Ride the High Iron
- 1958: Die Stimme im Spiegel (Voice in the Mirror)
- 1958: Der Texaner (The Texan) (TV-Serie, eine Folge)
- 1960: Der zweite Mann (The Deputy) (TV-Serie, eine Folge)
- 1962: Perry Mason (TV-Serie, eine Folge)
- 1966: Höchster Einsatz in Laredo (A Big Hand for the Little Lady)
- 1966: Batman (TV-Serie, eine Folge)
- 1967: Modern Millie – Reicher Mann gesucht (Throughly Modern Millie)
- 1970: Watermelon Man
- 1971: Nachdenkliche Geschichten (Insight) (TV-Serie, eine Folge)